# Três pontos
Três pontos (1957) é uma escultura em aço do artista Franz Weissmann. Com as dimensões de 71 X 95 X 82 cm foi exibida no VII Salão Nacional de Arte Moderna (1958) e também no lançamento do Neoconcretismo ficando conhecida, no circuito nacional, como uma escultura neoconcreta.

## Características
Mário Pedrosa, em resenha do Salão Nacional de Arte Moderna descreve a obra como “um dinâmico jogo de três circunferências que se interpenetram e criam, a cada momento, e não somente a cada ângulo visual ou face, novas perspectivas, numa fascinante sugestão multidimensional".
A obra encontra-se em Brasília (Brasil), em frente ao prédio do Museu de Arte de Brasília, às margens do Lago Paranoá, no Setor de Hotéis e Turismo Norte, entre a Concha Acústica do Distrito Federal e o Palácio da Alvorada. A obra busca a valorização das formas geométricas, submetidas a recortes e dobraduras e é conhecida como projeto de monumento à democracia.